# Лівійське море

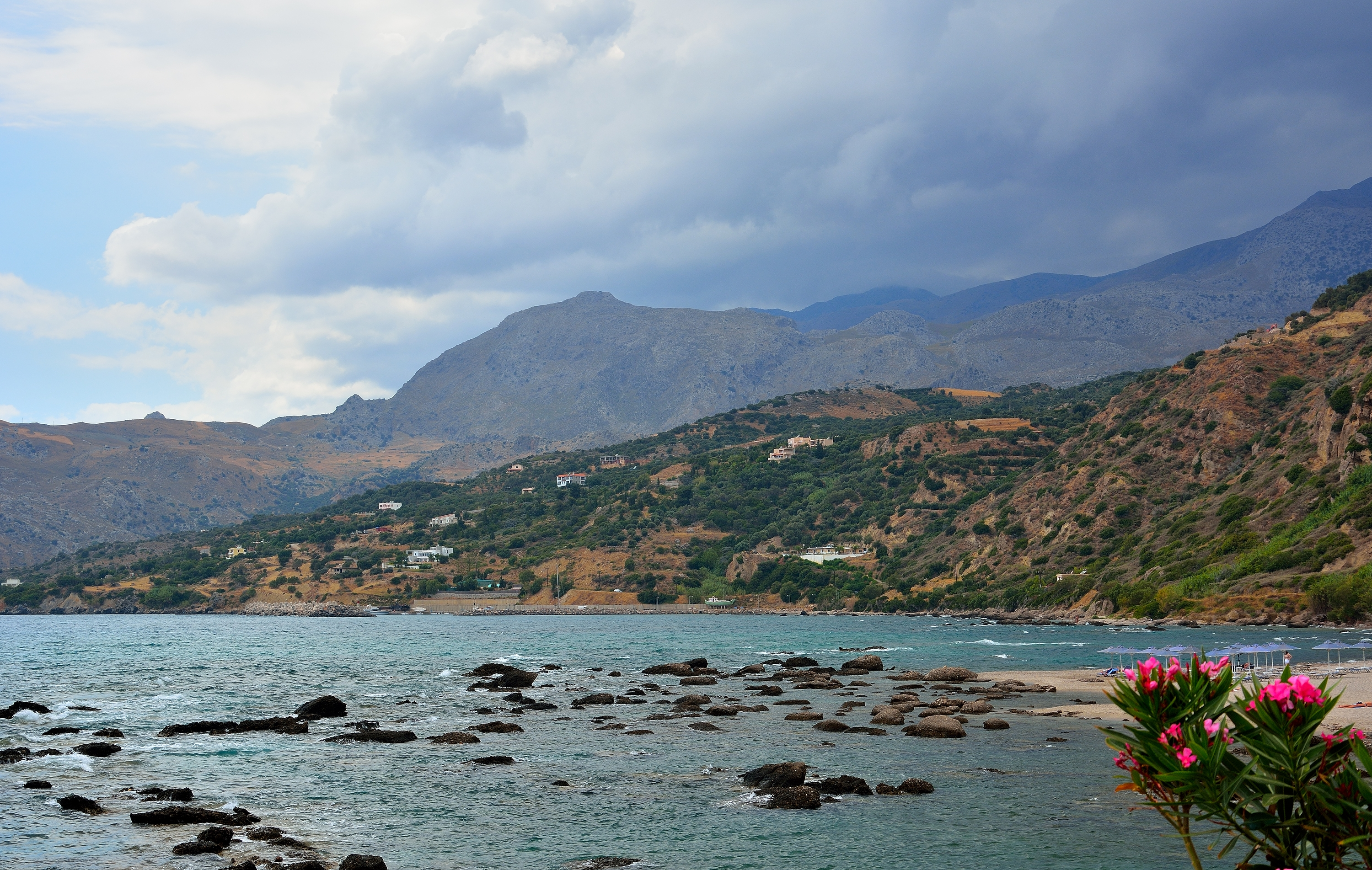
Лівійське море поблизу Криту

34°00′00″ пн. ш. 24°24′00″ сх. д. / 34.00000° пн. ш. 24.40000° сх. д.
Лівійське море (араб. البحر الليبي; грец. Λιβυκό Πέλαγος) — окраїнне море, частина Середземного моря, що омиває північне узбережжя Лівії та південне острова Крит. Цю назву широко використовували античні географи Полібій (3 століття до н. е.), Страбон, Плутарх (3 століття нашої ери) та середньовічні мандрівники.

## Межі
- На північному сході: дуга грецьких островів Кітіра, Крит і Карпатос, відокремлює Лівійське море від Егейського моря .
- Східна межа з Левантійським морем визначається як лінія від мису Рас аль-Хелаль[en] в Лівії до острова Гавдос, на південь від Криту.
- На заході обмежено узбережжям Тунісу (затока Габес), далі на північ його обмежує Сицилійська протока[1][2]. (в широкому сенсі античне Сицилійське море)
- На північному заході Лівійського моря розташовано Іонічне море. МГО визначає тут південний кордон Іонічного моря лінія від мису Тенарон до мису Пассеро[en], південної точки Сицилії[3]

## Клімат
Акваторія моря лежить в середземноморській області субтропічного кліматичного поясу, лише акваторія затоки Великий Сирт — в тропічному. Влітку переважають тропічні повітряні маси, взимку — помірні. Значні сезонні амплітуди температури повітря і розподілу атмосферних опадів. Влітку жарко, ясна і тиха погода; взимку відносно тепло, похмура вітряна погода і дощить.

## Біологія
Центральна і східна акваторія моря належить до морського екорегіону Левантійського моря, а західна — узбережжя затоки Сідра бореальної північноатлантичної зоогеографічної провінції. У зоогеографічному відношенні донна фауна континентального шельфу й острівних мілин до глибини 200 м належить до середземноморської провінції, перехідної зони між бореальною та субтропічною зонами.